# Union nationale pour la course au large
L’Union nationale pour la course au large (UNCL) est un club nautique français destiné à l'organisation technique de courses au large et de courses transatlantiques sur voiliers.

## Historique
Le club a été créé en 1971 de la fusion de l’Union nationale des croiseurs (UNC, créé en 1913) et du Groupe des croiseurs légers (GCL, créé en 1962),.
Pendant 50 ans, l'UNCL participe à l'organisation technique de nombreuses courses, comme comité de course ou comité de jauge, dont notamment le Tour de France à la voile, le Challenge national UNCL, la Route du Rhum, la Transat Jacques Vabre. L'UNCL a également été à deux reprises le club du Défi français pour la Coupe de l'America[réf. nécessaire].
En collaboration avec le club britannique Royal Ocean Racing Club (RORC), l'UNCL gère les règles et contrôle la jauge IRC (handicaps des voiliers de course).
En 2021, aux côtés du Royal Ocean Racing Club, l'UNCL lance un appel pour un projet de création d'un nouveau monotype de 30 pieds destiné à la course au large.
En 2022, le Yacht Club de France fusionne avec l'UNCL, qu'il absorbe dans le pôle course du YCF,.